# Christopher Weeramantry
Christopher Weeramantry, född 17 november 1926 i Colombo, Ceylon, död 5 januari 2017 i Colombo, var en lankesisk jurist och vice ordförande i Internationella domstolen i Haag. 
Han belönades med 2007 års Right Livelihood Award för att under hela livet ha arbetat för att stärka internationell lag . Han menade att den internationella rätten är Europacentrerad och monokulturell när den i själva verket skall ha rötter på flera andra ställen, såsom i muslimsk lagskipning om internationell rätt på 900-talet . 
I boken Herrens bön: Bro till en bättre värld visade Weeramantry hur mer än hundra principer omkring människorätt och internationell rätt finns nedlagda i bönen Vår Fader. Som del av Sri Lankas samhälle växte han upp mitt bland fyra världsreligioner och hade därför enligt hans egen uppfattning formats av ett mångkulturellt samhälle.